# سلطان یعقوب
سلطان یعقوب شاه، فرزند اوزون حسن پادشاه دودمان آق‌قویونلو بود که پس از مرگ برادرش سلطان خلیل در ۸۸۳ ق / ۱۴۷۸ م به سلطنت رسید.

## کفایت سیاسی
در زمان او، مرزهای سرزمین آق‌قویونلو همان مرزهای هنگام مرگ اوزون حسن بود. فضل بن روزبهان خنجی در عالم‌آرای امینی از او به عنوان جانشین شایستهٔ اوزون حسن یاد کرده‌است. مورخان او را به دانش‌پروری و شاعرنوازی ستوده‌اند.

## درگیری‌های دورهٔ یعقوب بیگ
در زمان فرمانروایی او، الوند بیگ فرزند خلیل در شیراز و کوسه حاجی، از اعیان بایُندریه، در اصفهان شورش کردند که هر دو سرکوب شدند. در دورهٔ فرمانروایی یعقوب، آشوب شیخ حیدر فرزند شیخ جنید که به قتل او منتهی شد، از نظر سیاسی، بزرگترین تهدید محسوب می‌شد.

## حمله مصر و شام به دیاربکر
در ۸۸۵ ق / ۱۴۸۰ م، پوشنگ دواتدارِ قایتبای، سلطان مصر، با لشکری به دیاربکر آمد که در پی آن یعقوب، بایندر بیگ، سلیمان بیژن و صوفی خلیل موصلو را به جنگ سلطان مصر روانه کرد. پوشنگ در این جنگ کشه شد و در همین سال، بالش بیگ، امیرالامرای شام که آهنگ تصرف دیاربکر را داشت، به دست لشکریان یعقوب به قتل رسید.

## وفات
سلطان یعقوب بر اثر بیماری در ۱۱ صفر ۸۹۶ ق / ۲۴ دسامبر ۱۴۹۰ م در قره‌باغ درگذشت. هرچند برخی مورخان چنین حکایت می‌کنند که مرگ او ناشی از مسمومیتی است که توسط همسرش صورت گرفته‌است و در امامزاده چهارمنار به خاک سپرده شد